# 格拉德斯通 (北达科他州)
格拉德斯通（英語：Gladstone），是美国北达科他州下属的一座城市。根据2010年美国人口普查，该市有人口239人。2011年估计该市有人口250人，相对于2010年，增长率为4.60%。